# Agriocnemis clauseni
Agriocnemis clauseni – gatunek ważki z rodziny łątkowatych (Coenagrionidae).